# Mecyclothorax ater
Mecyclothorax ater är en skalbaggsart som beskrevs av Britton 1948. Mecyclothorax ater ingår i släktet Mecyclothorax och familjen jordlöpare. Inga underarter finns listade i Catalogue of Life.